# Atzeneta d’Albaida
Atzeneta d’Albaida – gmina w Hiszpanii, w prowincji Walencja, we wspólnocie autonomicznej Walencja, o powierzchni 6,06 km². W 2011 roku liczyła 1229 mieszkańców.